# Oneida (flod)

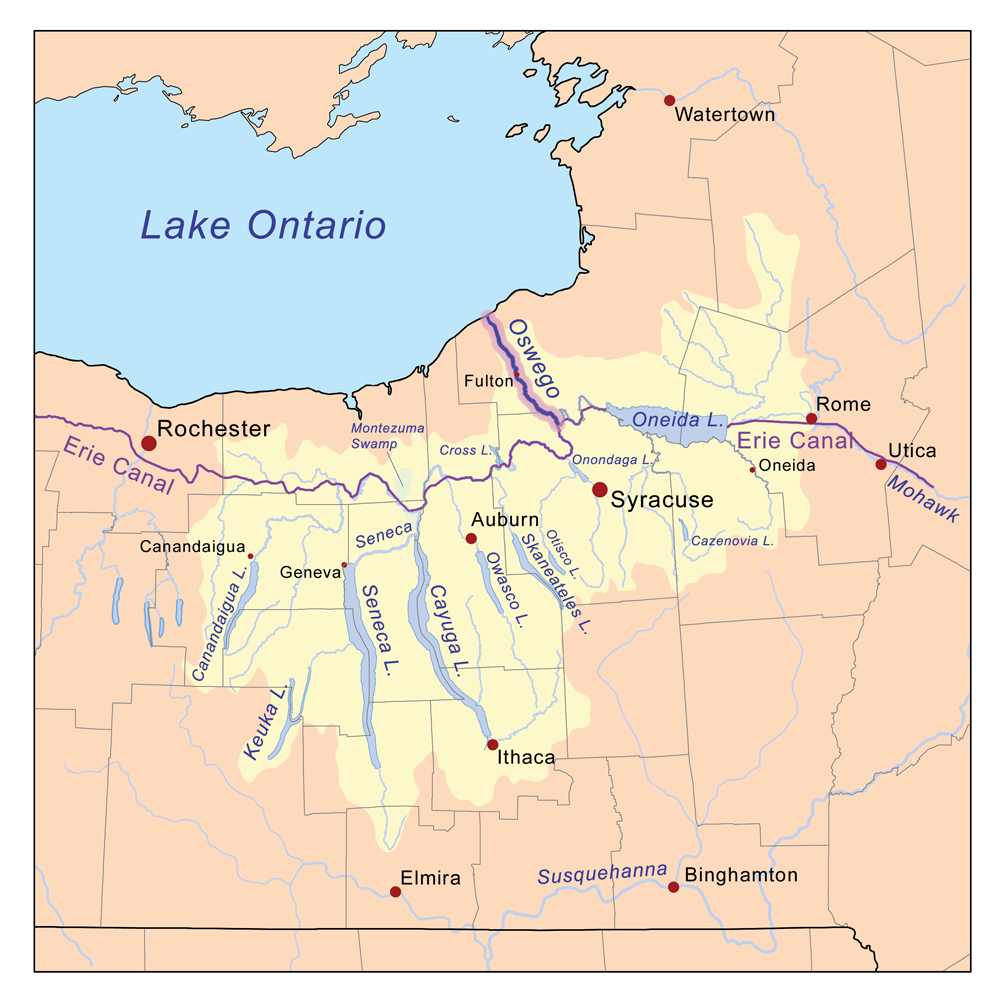
Karta med Oswegofloden markerad. Oneidafloden rinner från Oneidasjön i öster till Oswegofloden i väster.

Oneida, flod som flyter i centrala delstaten New York i USA från Oneidasjön till sammanflödet Senecafloden och Oswegofloden möts vid Three Rivers.